# Potohodec
Potohodec je drama Daneta Zajca, izdana v letu 1969.

## Osebe
- Iskavec
- Ženska
- Potohodec
- Starka
- Očesi postave
- Stari gospod
- Mladi par
- Pridigar
- Stara gospa
- Pokopališki uslužbenec
- Preganjani

## Povzetek

### 1. dejanje
Potohodcu skušajo oprati možgane, a on se ne da, ohranja nekaj samolastnega. Očesi postave ga pripeljeta pred svojo gospodarico, Žensko. Sredi zaslišanja pride Iskavec; od Potohodca da prejema klice na pomoč, rad bi mu pomagal, ker je njegov prijatelj, čeprav ga ne pozna. Ženska ga zaslišuje, nato ga odvleče v posteljo, pod posteljo je skrit Potohodec.
V sanjskem prizoru Potohodec prosi Iskavca, naj ga reši tistih, ki mu hočejo iz možgan izprati spomine. V sanjskem prizoru z Žensko je Potohodec divjačina, ki jo Ženska preganja in lovi. Ko se Iskavec in Ženska prebudita, Iskavec zapusti Žensko in se napoti iskat Potohodca.

### 2. dejanje
Očesi postave ugotavljata, da se je Ženska z Iskavcem spustila predaleč, zaprla da se je v "lupino zasebnosti", zato da Potohodčeva moč narašča. A ženska se brž zave, da v trenutku, ko ni lovec, postane divjačina. V baru, kjer je natakarica in kjer se srečata Potohodec in Iskavec, se na veliko odvija tisto, kar je v tem sistemu pravilo štev. 1: "spremeniti življenjca na najhitrejši način v mrliča", tj. v neškodljivega in razpoložljivega; Stara gospa pokoplje svojega moža, Ona povzroči smrt svojega ljubimca.
Iskavec sprašuje Potohodca po Potohodcu, ta pa skuša njegovemu iskanju vzeti smisel. Vse je nerazločljivo: ljubezen je ljubica sovraštvu, kriv je ubijalec in ubiti, pomoči je morda potrebnejši tisti, ki hiti pomagat ... Potohodčevi predniki so bili zmeraj ubiti, tudi on se noče izneveriti izročilu, hoče, da ga ubijejo. Iskavec se razjezi, očita Potohodcu, da vse kvari in razdira, končno ga zadavi in z Žensko odide.

### 3. dejanje
Očesi postave razporejata mrliče na nove dolžnosti. Le s Potohodcem so težave, treba ga bo šele predelati v "našega", saj je umrl kot žrtev nenaročenega umora. - Iskavec pride z Žensko na ogled pokopališča. Obseda ga misel na umor, ki ga je storil, doživlja ga kot "dobro delo",  kot smisel svojega življenja. Odnos med rabljem in žrtvijo je ljubezenski, oba se medsebojno potrebujeta. Starka Iskavcu pove, da je bil njegova žrtev prav Potohodec, zdaj da ga ne bo nikoli več zapustil - to je plačilo za dobro opravljeno nalogo. Iskavec začuti, da ga je njegovo dejanje opredelilo, zasidralo. Ne verjame, da je Potohodec mrtev, sliši njegove klice, iskal ga bo, srečala se bosta in si vse pojasnila.
Iskavec sprašuje po Potohodcu: očesi postave, ljudi, ki se ukvarjajo z raznimi nesmiselnimi dejavnostmi. Nihče nič ne ve, nihče ga ne razume. Končno ga začno obmetavati z raznimi predmeti in Iskavec zbeži. Ljudje se pomirjeni vrnejo k svojim opravilom.

## Vir
- Obnova citirana po: Alenka Goljevšček: Alenka Goljevšček, "Od A(brama) do Ž(upančiča): vsebine 765 dram slovenskih avtorjev". Ljubljana: Slovenski gledališki muzej, 2011. 897.  (COBISS)